# Katastrofa lotnicza na Teneryfie

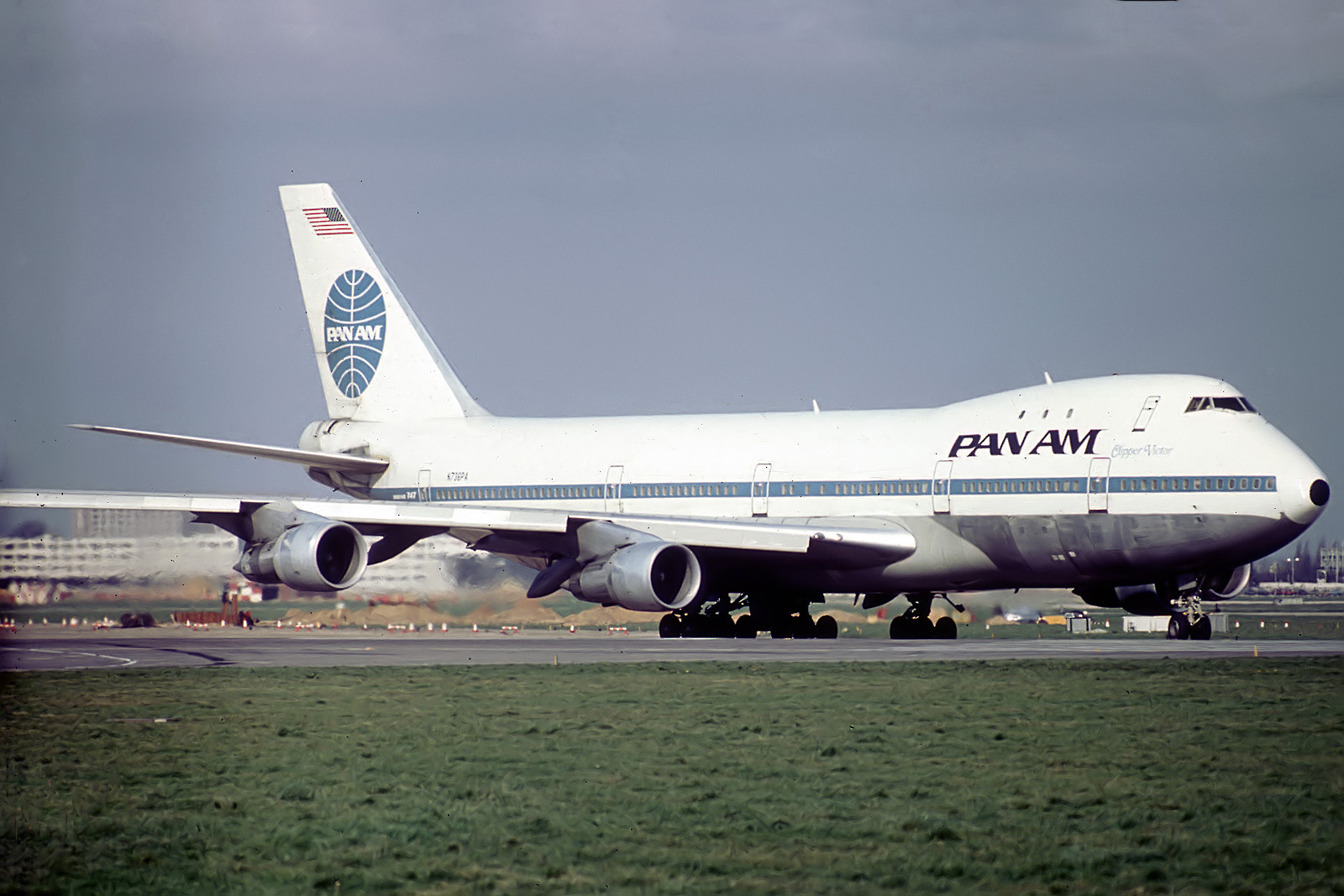
Boeing 747-121 „Clipper Victor” (Numer rejestracyjny N736PA), maszyna która brała udział w katastrofie. Zdjęcie wykonano 3 tygodnie przed wypadkiem.

Katastrofa lotnicza na Teneryfie – największa (pod względem liczby ofiar w samolotach) katastrofa w lotnictwie cywilnym. Wydarzyła się 27 marca 1977 roku o 17:05 czasu lokalnego na lotnisku Aeropuerto Los Rodeos w San Cristóbal de La Laguna na Teneryfie (Wyspy Kanaryjskie). Do zderzenia doszło podczas kołowania dwóch Boeingów 747. Boeing linii lotniczych KLM podczas rozbiegu uderzył w gęstej mgle w kołującą drugą maszynę (też Boeing) linii lotniczych PanAm. Do tragedii przyczyniły się m.in. interferencje sygnałów radiowych nadajników obu samolotów i wieży na lotnisku.

## Przebieg wydarzeń

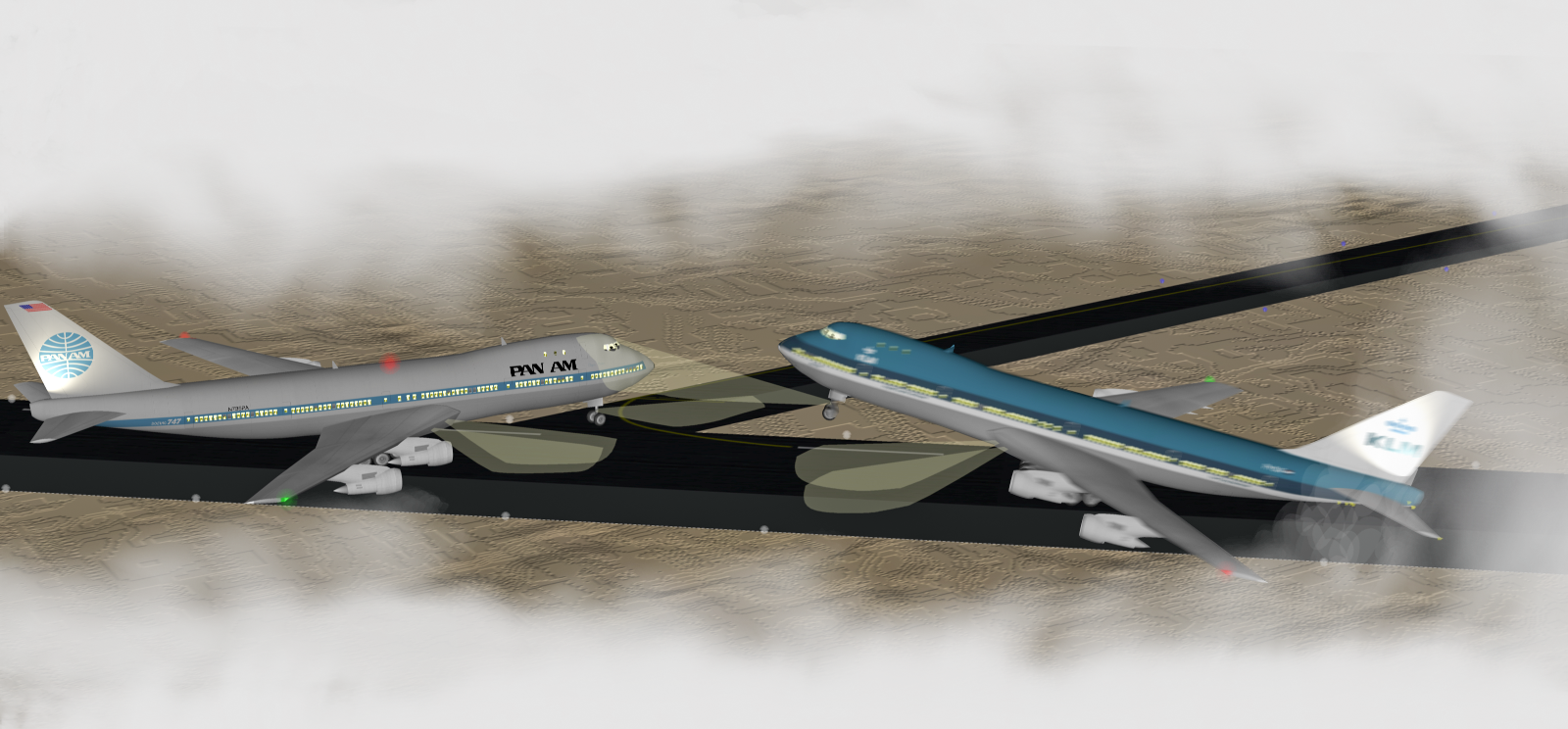
Fragment rekonstrukcji zderzenia

Wszystko zaczęło się od alarmu bombowego na lotnisku Gran Canaria niedaleko Las Palmas, dokąd miały początkowo lecieć obie maszyny. W obu maszynach byli turyści lecący na wypoczynek na wyspach. O 12:30 zdecydowano, że wszystkie loty zostaną chwilowo przekierowane na Teneryfę. KLM wylądował o 13:38, PanAm o 14:15. Lotnisko w Los Rodeos było małe i nieprzystosowane do przyjęcia pięciu samolotów (w tym dwóch Boeingów 747). Dodatkowo była to niedziela i pracowali tylko dwaj kontrolerzy. Na lotnisku miała ponadto miejsce awaria świateł pasa, a lotnisko nie dysponowało radarem do obserwacji samolotów na ziemi ani samochodami „Follow me” (ang. Podążaj za mną) do pokazywania prawidłowej drogi kołującym samolotom. Dlatego też w warunkach ograniczonej widoczności kontrolerzy opierali się tylko na meldunkach załóg samolotów o ich położeniu na płycie, a załogi te mogły pomylić drogę.
Dyskusyjne jest, czy kontrolerzy mieli problemy z prawidłową wymową słów w języku angielskim. Jeżeliby tak było, utrudniałoby to porozumiewanie się z załogami samolotów. Analiza treści rozmów samolotów z kontrolerami wskazuje, że takie problemy istniały. Np. załoga samolotu PanAm nie mogła zrozumieć poleceń kontroli czy mają opuścić podczas kołowania pas startowy zjazdem pierwszym (ang. first), czy może trzecim (ang. third) i hiszpański kontroler w końcu odpowiedział im następująco: „Wieża do PanAm. Trzecim, proszę pana! Jeden, dwa, trzy! Trzecim! Trzecim!”, a członkowie amerykańskiej załogi w rozmowach między sobą ośmieszali umiejętności językowe Hiszpanów. Ten sam problem (z numerami zjazdów) dotyczył wcześniej także komunikacji pomiędzy samolotem KLM a kontrolerami, którzy ostatecznie nakazali Holendrom wykonanie całości kołowania po pasie startowym. Alternatywne wyjaśnienie tych trudności komunikacyjnych wiązać się może z przemęczeniem kontrolerów, którzy we dwóch musieli obsłużyć ruch lotniczy niespotykany na tym lotnisku (władze lotniska nie pomyślały o ściągnięciu dodatkowych kontrolerów). Na poparcie tej tezy można przytoczyć po pierwsze to, że kontrolerzy coraz częściej mylili numery samolotów, a po drugie sama decyzja o opuszczeniu przez samoloty podczas kołowania pasa startowego zjazdem nr 3, a nie 4, wskazuje na zmęczenie kontrolerów (w normalnych warunkach szybko by się zorientowali, iż użycie zjazdu nr 3 wymaga od kołującego samolotu wykonania dwóch trudnych skrętów o 135°, podczas gdy w przypadku zjazdu nr 4 wystarczą dwa łatwe skręty o 45°).
Dodatkowo w owym czasie normą były określone zwyczaje w komunikacji między załogami samolotów a kontrolą ruchu lotniczego, które potencjalnie mogły stanowić źródło poważnych problemów:
- panowała dość duża swoboda w formułowaniu treści komunikatów, co sprzyjało ich błędnemu odczytowi (dana osoba mogła użyć przestarzałego zwrotu, trudno zrozumiałego kolokwializmu etc.);
- zasada powtarzania treści otrzymanego komunikatu była zaleceniem, a nie obowiązkiem, dlatego też szczególnie starsi piloci nierzadko po otrzymaniu polecania kontrolera odpowiadali tylko „Dobrze”/„Przyjąłem” (czyli „OK” lub „Roger”) i rozpoczynali jego wykonywanie tak, jak je usłyszeli i zrozumieli.

W przypadku holenderskiej załogi źródłem problemów mógł być też jej skład – kapitanem był główny pilot KLM Jacob Veldhuyzen van Zanten, drugi pilot sporo ustępował mu stażem i pozycją w linii lotniczej, a inżynier pokładowy im obu. Zasadą przy kompletowaniu załóg jest unikanie tak wielkich różnic pomiędzy członkami, ponieważ istnieje spore ryzyko, że młodsi członkowie nie będą mieli odwagi, żeby szybko i zdecydowanie zakwestionować błędne decyzje starszych, a ci z kolei mogą łatwo bagatelizować zastrzeżenia młodszych.
Maszyny musiały czekać na lotnisku kilka godzin, co wywołało zdenerwowanie pilotów KLM, których ograniczały restrykcyjne przepisy dozwolonego czasu pracy – załoga chciała wrócić w tym samym dniu do Amsterdamu, a przedłużone opóźnienie zmusiłoby ją do przełożenia lotu powrotnego na dzień następny, aby nie został przekroczony czas pracy. W czasie postoju samolot KLM, stojący przed maszyną PanAm-u, tankował paliwo potrzebne do lotu powrotnego, blokując jednocześnie amerykański odrzutowiec. Tankowanie to spowodowało kilkugodzinne opóźnienie w starcie samolotu KLM – samo tankowanie trwało krótko, ale dla bezpieczeństwa przed jego rozpoczęciem wszyscy pasażerowie musieli opuścić pokład samolotu i zostali przewiezieni do budynku terminalu, gdzie część z nich rozpoczęła zakupy w sklepach wolnocłowych; gdy tankowanie się zakończyło, sporo czasu zajęło zebranie tych pasażerów (niechętnie przerywali oni zakupy), aby z powrotem mogli wsiąść do samolotu. Samolot PanAm, który nie mógł się przecisnąć między nim a innym samolotem, nie mógł przez to wystartować wcześniej. Dlatego to samolot KLM pierwszy rozpoczął procedurę startu o 16:58. W tym czasie śródgórskie lotnisko pokryła bardzo gęsta mgła (i kontrolerzy w wieży widzieli tylko najbliższe otoczenie), a równocześnie nie nakazali członkom załóg częstszego przekazywania im pozycji samolotów podczas kołowania.

Schemat katastrofy: samolot KLM (jasnoniebieski) kołuje na koniec pasa startowego, następnie zawraca i rozpoczyna start, podczas gdy na tym samym pasie znajduje się drugi samolot – maszyna PanAm-u (ciemnoniebieski); czerwona gwiazdka – miejsce kolizji, tuż przed czwartym zjazdem

Najpierw KLM zaczął kołować po pasie startowym, gdyż droga kołowania była częściowo zablokowana przez inne samoloty. Początkowo kontrolerzy chcieli, aby holenderski samolot część kołowania wykonał po pasie, a potem zjazdem nr 3 przejechał na drogę kołowania i tamtędy je zakończył, ale nie mogli się porozumieć z Holendrami, czy ma to być zjazd nr 1 czy 3, więc żeby nie tracić czasu, zmienili polecenia. Na końcu pasa wykonał zwrot o 180° i ustawił się o 17:04 na pozycji startowej.
O 17:02 na tym samym pasie rozpoczęło się kołowanie PanAm. Kiedy kapitan KLM chciał już startować, drugi pilot przypomniał mu, że nie mają zgody na start. W tym czasie piloci PanAm mieli zjechać z pasa startowego zjazdem nr 3, ale minęli go – nie udało się jednoznacznie ustalić, co stanowiło przyczynę, prawdopodobnie załoga PanAm-u (dodatkowo zajęta przygotowaniami do startu) w gęstej mgle przeoczyła ten i poprzedni zjazd (zgodnie z zapisami rozmów dostrzegli oni zjazd nr 1, a potem nic nie mówili o kolejnych dwóch – w czasie przesłuchań po katastrofie nie udało się ustalić, kiedy zorientowali się, że mogli przeoczyć zjazdy). Kiedy załoga PanAm-u zorientowała się, że prawdopodobnie minęli zjazd nr 3, wypatrywała zjazdu nr 4 twierdząc, że łatwiej im będzie teraz skręcić. Mniej prawdopodobne jest wyjaśnienie, że amerykańska załoga celowo minęła zjazd, żeby nie musieć skręcać o 135° i nie poinformowała o tym kontroli, ponieważ wcześniej nie wahała się powiedzieć kontrolerom, że skorzystanie ze zjazdu nr 1 wymagałoby skrętu o 90° i prosić o potwierdzenie (wtedy to kontroler liczył do 3).
Drugi pilot samolotu KLM poinformował wieżę o gotowości do startu. Po chwili kapitan Jacob van Zanteen zakomunikował (w języku holenderskim): „Ruszamy”. Powstało zamieszanie i kontrolerzy poinformowali KLM: „Dobrze.[kilka sekund przerwy] Bądźcie gotowi do startu. Wezwę was.” Słysząc wymianę zdań pomiędzy załogą KLM a wieżą kontrolną piloci PanAm wpadli w panikę: „My wciąż kołujemy po pasie startowym!”. W wyniku interferencji równocześnie nadanych sygnałów radiowych z wieży i z samolotu PanAm do pilotów KLM nie dotarł w całości drugi komunikat wieży kontrolnej, jedynie jego początkowy fragment, słowo: „Dobrze”, co piloci zinterpretowali jako udzielenie zgody na start. Dalsza część komunikatu była silnie zniekształcona. KLM zaczął się rozpędzać. Równocześnie załoga PanAm-u poinformowała wieżę, że po zwolnieniu pasa nadadzą komunikat. Jednakże prawdopodobnie jedynie inżynier pokładowy samolotu KLM zrozumiał treść tej rozmowy (piloci zajęci startem mogli nie zwracać większej uwagi na to, co słyszą w słuchawkach), bo usiłował po holendersku uprzedzić obu pilotów, że pas startowy może być zajęty, ale ci odkrzyknęli mu tylko (w języku holenderskim): „Na pewno! [jest wolny]”. O 17:06 piloci dostrzegli się we mgle z odległości kilkuset metrów. PanAm chciał jak najszybciej usunąć się z pasa – stanął bokiem do KLM, którego załoga próbowała desperacko poderwać maszynę w powietrze, żeby przelecieć nad PanAm-em. Samolot KLM wpadł na niego z prędkością 290 km/h. Zmiażdżył górny pokład swoimi silnikami nr 1 i nr 2 oraz podwoziem. Przeleciał jeszcze 150 m, ale utrata dwóch silników (nr 1 – lewy zewnętrzny oderwał się podczas kolizji, nr 2 – lewy wewnętrzny zassał odłamki maszyny PanAm) i uszkodzenia struktury spowodowały utratę sterowności, przeciągnięcie i uderzenie w ziemię, w wyniku którego nastąpił pożar i eksplozja. Wrak KLM szorował jeszcze po pasie przez 300 m. Pozostali przy życiu pasażerowie PanAm desperacko usiłowali ewakuować się z rozbitego, płonącego samolotu wszelkimi sposobami. Dodatkowym zagrożeniem dla ocalałych były pracujące silniki PanAm, które załoga ustawiła na pełną moc próbując usunąć się z pasa, a po zderzeniu z powodu zniszczenia kokpitu nie mogła ich wyłączyć. Silniki wkrótce zaczęły się rozpadać, świadkowie potwierdzają śmierć co najmniej jednej osoby na skutek uderzenia odłamkami z silników.

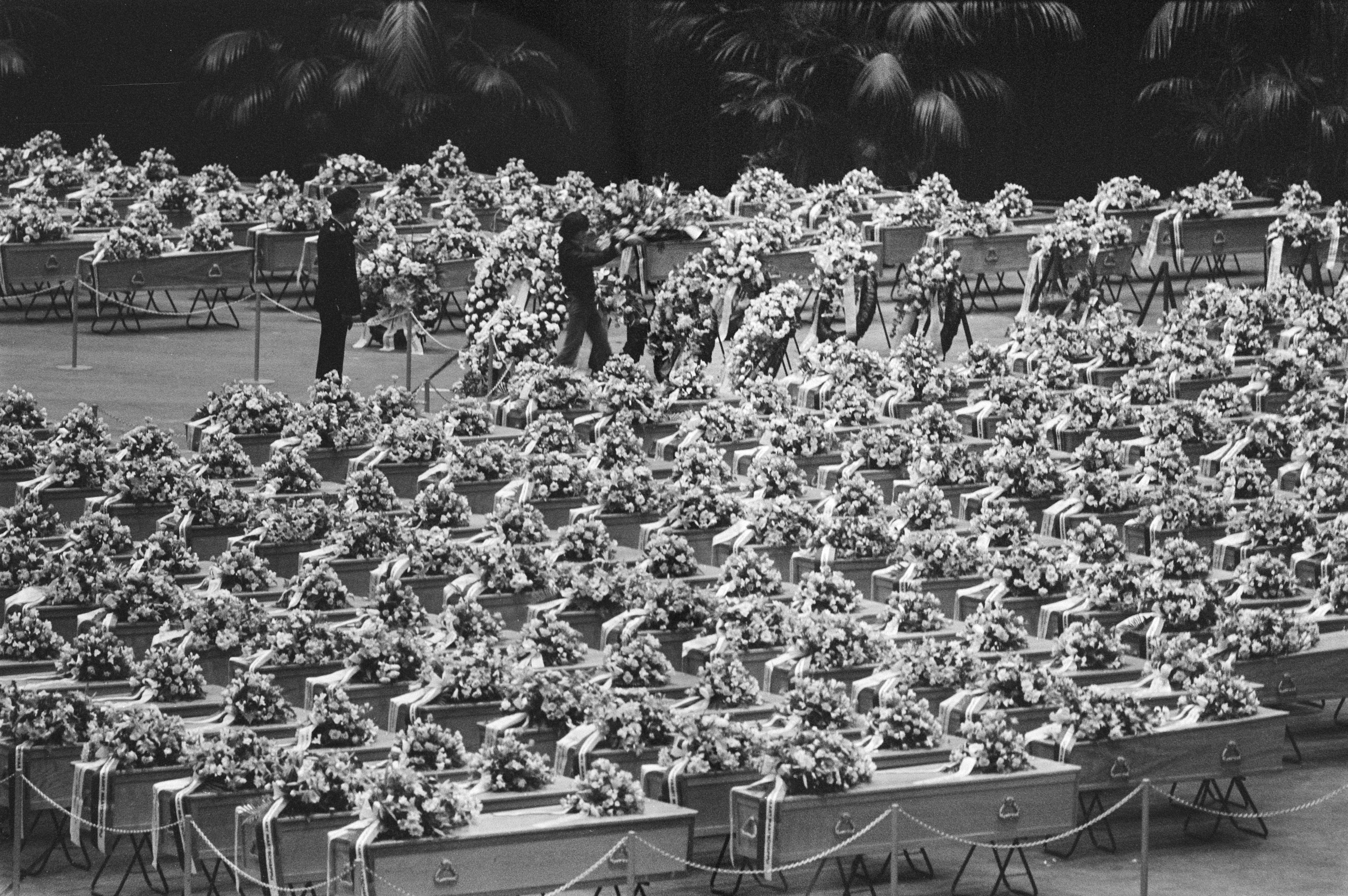
Trumny ze zwłokami ofiar katastrofy (Teneryfa, kwiecień 1977)

W samolocie KLM zginęło 234 pasażerów i 14 członków załogi, nikt na pokładzie nie ocalał – śmierć poniosło zatem 248 osób. Z osób, które przyleciały tym samolotem, ocalała tylko jedna pasażerka, udająca się właśnie na Teneryfę – skorzystała z okazji, aby wcześniej zakończyć swoją podróż. W samolocie PanAm w chwili wypadku zginęło 317 pasażerów i 9 członków załogi. Spośród pozostałych przy życiu 61 pasażerów, 7 członków załogi i 2 pracowników PanAm, 9 pasażerów zmarło w wyniku odniesionych obrażeń. Śmierć w wyniku wypadku poniosło zatem 335 osób, w tym 328 pasażerów. Być może szybsza interwencja straży pożarnej (straż pożarna dotarła do płonącego samolotu dopiero po 20 min., gdyż początkowo myślano, że katastrofie uległ tylko samolot KLM) uratowałaby więcej pasażerów PanAm-u, choć jest to wątpliwe. Wszyscy ocaleni pasażerowie zdołali bowiem w ciągu minuty od zderzenia opuścić samolot, który zaraz potem stanął w płomieniach.
Ogólna liczba zmarłych wskutek katastrofy wynosi 583 (w tym 560 pasażerów), a uratowanych 61.

## Następstwa
Po katastrofie ICAO zmieniła niektóre procedury dotyczące kontaktu samolotów z kontrolą lotu:
- zaczęto wprowadzać coraz więcej standardowych sformułowań w języku angielskim do stosowania w komunikacji pomiędzy załogami samolotów a kontrolerami, tak aby ich treść była w możliwie największym stopniu zrozumiała i jednoznaczna nawet w przypadku zakłóceń w transmisji czy niezbyt poprawnej wymowy;
- nakazano zawsze po otrzymaniu polecenia je powtarzać zamiast zdawkowego potwierdzania zwrotami typu „OK”, „Roger” etc.;
- nakazano, aby określenia „Start” („Take off”) używać tylko, kiedy jest wydawana bezpośrednia zgoda na start, a w innych sytuacjach należy stosować słowo „Odlot” („Departure”)[1].

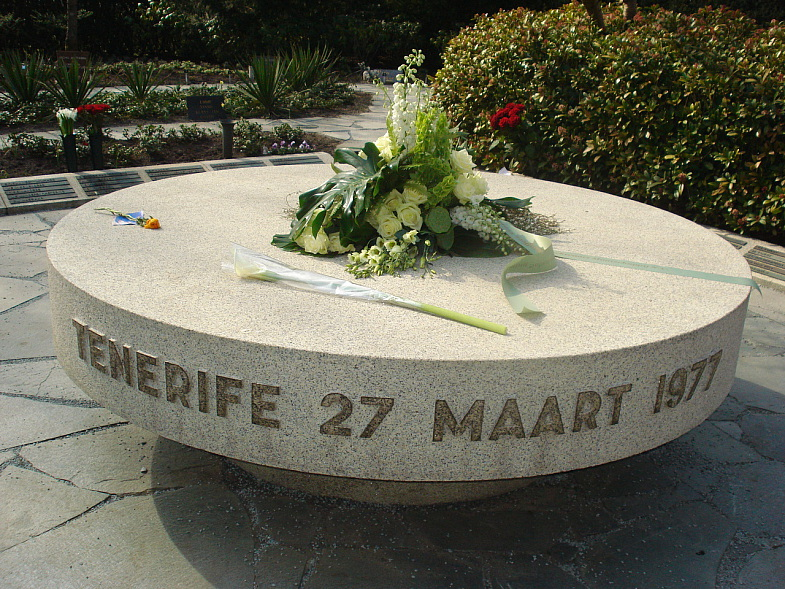
Pomnik holenderskich ofiar katastrofy odsłonięty w jej 35 rocznicę na cmentarzu Westgaarde w Amsterdamie

## Nagrania z rejestratorów pokładowych
[Piloci z KLM-u ukończyli karty kontrolne. KLM 4805 znajduje się na końcu pasa startowego, w pozycji startowej.]
17:05:41.5

KLM – DRUGI PILOT: Chwileczkę, nie mamy zgody wieży. [Jest to reakcja i próba powstrzymania kapitana KLM-u przed dodawaniem mocy do silników.]

KLM – KAPITAN: Nie, wiem o tym. Śmiało, pytaj.

17:05:44.6 – 1705:50.8

KLM (RADIO); KLM 4805 jest gotowy na start. Czekamy na zgodę wieży.

17:05:53.4 – 1706:08.1

WIEŻA W TENERYFIE: KLM 8705 [sic], macie zgodę do radiolatarni Papa, wznoście i utrzymujcie poziom lotu 90, następnie w prawo po starcie z kursem 40, dopóki nie przechwycicie sygnału 325 z VOR Las Palmas.

17:06:07.4

KLM – KAPITAN: Tak.

17:06:09.6 – 17:06:17.8

KLM (RADIO): Przyjąłem, mamy zgodę do radiolatarni Papa, poziom lotu 90, do przechwycenia 325, właśnie startujemy. [we are taking off – wieża mogła to zrozumieć jako – we are at take off – jesteśmy na stanowisku do startu]

17:06:11.1

[KLM wypuszcza hamulce.]

17:06:12.3

KLM – KAPITAN: We gaan ... check thrust. [Ruszamy... sprawdź ciąg].

17:06:14.0

[W kokpicie KLM-u słychać odgłos nabrzmiewania mocy silników]

17:06:18.2 – 17:06:21.2

WIEŻA W TENERYFIE: OK.... czekajcie na start, wezwę was. [Załoga KLM-u słyszy tylko początek tej wypowiedzi z powodu interferencji w transmisjach radiowych.]

17:06:19.3

PAN AM (RADIO): Nie! [Załoga KLM-u nie słyszy tej wypowiedzi z powodu interferencji w transmisjach radiowych.]

17:06:20.3

PAN AM (RADIO): Ale my dalej kołujemy po pasie, Clipper 1736. [Załoga KLM-u nie słyszy tej wypowiedzi z powodu interferencji w transmisjach radiowych.]

17:06:25.5

WIEŻA W TENERYFIE: Papa Alpha 1736, zgłoś się po opuszczeniu pasa.

17:06:29.6

PAN AM (RADIO): OK, zgłosimy po opuszczeniu pasa.

17:06:31.7

WIEŻA W TENERYFIE: Dziękuję.

17:06:xx.x

PAN AM – KAPITAN: Wynośmy się stąd, do cholery.

17:06:xx.x

PAN AM – DRUGI PILOT: Tak, on jest niespokojny?

17:06:xx.x

PAN AM – INŻYNIER POKŁADOWY: Po tym, jak trzymał nas tu cały czas, teraz mu się śpieszy.

17:06:32.4

KLM – INŻYNIER POKŁADOWY: Is hij er niet af dan? [Czyli nie opuścił pasa?]

17:06:34.1

KLM – KAPITAN: Wat zeg je? [Co mówiłeś?]

17:06:34.7

KLM – INŻYNIER: Is hij er niet af, die Pan American? [Pan American opuścił pas czy nie?]

17:06:35.7

KLM – KAPITAN: Jawel. [z naciskiem – Tak, oczywiście.]

17:06:40.5

[Kapitan Pan Am-u widzi światła startującego KLM-u z odległości ok. 700 m]

PAN AM – KAPITAN: Tam jest... patrzcie, ten su***syn pędzi na nas!

PAN AM – DRUGI PILOT: Uciekać! Uciekać! Uciekać!

17:06:44.0

[KLM 4805 unosi nos.]

17:06:50

[Zderzenie]